# Christian Kolarik
Christian Kolarik (* 26. Mai 1972 in Steyr) ist ein österreichischer Politiker der Österreichischen Volkspartei (ÖVP). Seit 2009 ist er Bürgermeister der Marktgemeinde Kronstorf, vom 30. Jänner 2020 bis Oktober 2021 war er Abgeordneter zum Oberösterreichischen Landtag.

## Leben

### Ausbildung und Beruf
Christian Kolarik besuchte nach der Volksschule Kronstorf das Bundesrealgymnasium in Steyr, wo er 1990 maturierte. Anschließend begann er ein Studium der Betriebswirtschaftslehre an der Johannes-Kepler-Universität Linz (JKU), das er als Magister abschloss. Von 1998 bis 2002 war er Assistent am Institut für Betriebliche und Regionale Umweltwirtschaft an der JKU, 2002 promovierte er zum Doktor. Danach war er bis 2017 im Büro von Landeshauptmann Josef Pühringer tätig, wo er unter anderem für internationale Beziehungen/Europa, Umwelt, Energie, Agrarangelegenheiten und Entwicklungszusammenarbeit zuständig war. Von 2017 bis Jänner 2020 war er am Amt der Oberösterreichischen Landesregierung beschäftigt.
Er ist verheiratet und Vater zweier Kinder.

### Politik
Kolarik war von 1991 bis 1997 Ersatzgemeinderat in der Marktgemeinde Kronstorf und anschließend bis 2003 Jugend-Gemeinderat. Von 2003 bis 2009 war er Fraktionsobmann und gehörte dem Gemeinderat und dem Gemeindevorstand an. 2000 wurde er ÖAAB-Bezirksobmann im Bezirk Linz-Land, zuvor war er JVP-Obmann in Kronstorf, JVP-Bezirksobmann in Linz-Land und Mitglied des JVP-Landesvorstandes. Nach den Gemeinderats- und Bürgermeisterwahlen in Oberösterreich 2009 folgte er Willi Zuderstorfer als Bürgermeister der Marktgemeinde Kronstorf nach.
Am 30. Jänner 2020 wurde er in der XXVIII. Gesetzgebungsperiode als Abgeordneter zum Oberösterreichischen Landtag angelobt, wo er für Annemarie Brunner nachrückte. Im Landtag wurde er Mitglied im Petitions- und Rechtsbereinigungsausschuss, im Ausschuss für Kommunales und Land- und Forstwirtschaft sowie im Umweltausschuss. Bei der Landtagswahl 2021 kandidierte er für die Oberösterreichische Volkspartei im Landtagswahlkreis Linz und Umgebung. Er erhielt jedoch kein Mandat und schied im Oktober 2021 aus dem Landtag aus. 2022 wurde er als Nachfolger von Dietmar Kapsamer Vorsitzender des Bezirksabfallverbandes (BAV) Linz-Land.